# Platypalpus carectorum
Platypalpus carectorum är en tvåvingeart som beskrevs av Chillcott 1962. Platypalpus carectorum ingår i släktet Platypalpus och familjen puckeldansflugor. Inga underarter finns listade i Catalogue of Life.